# Загар (Краушвиц)

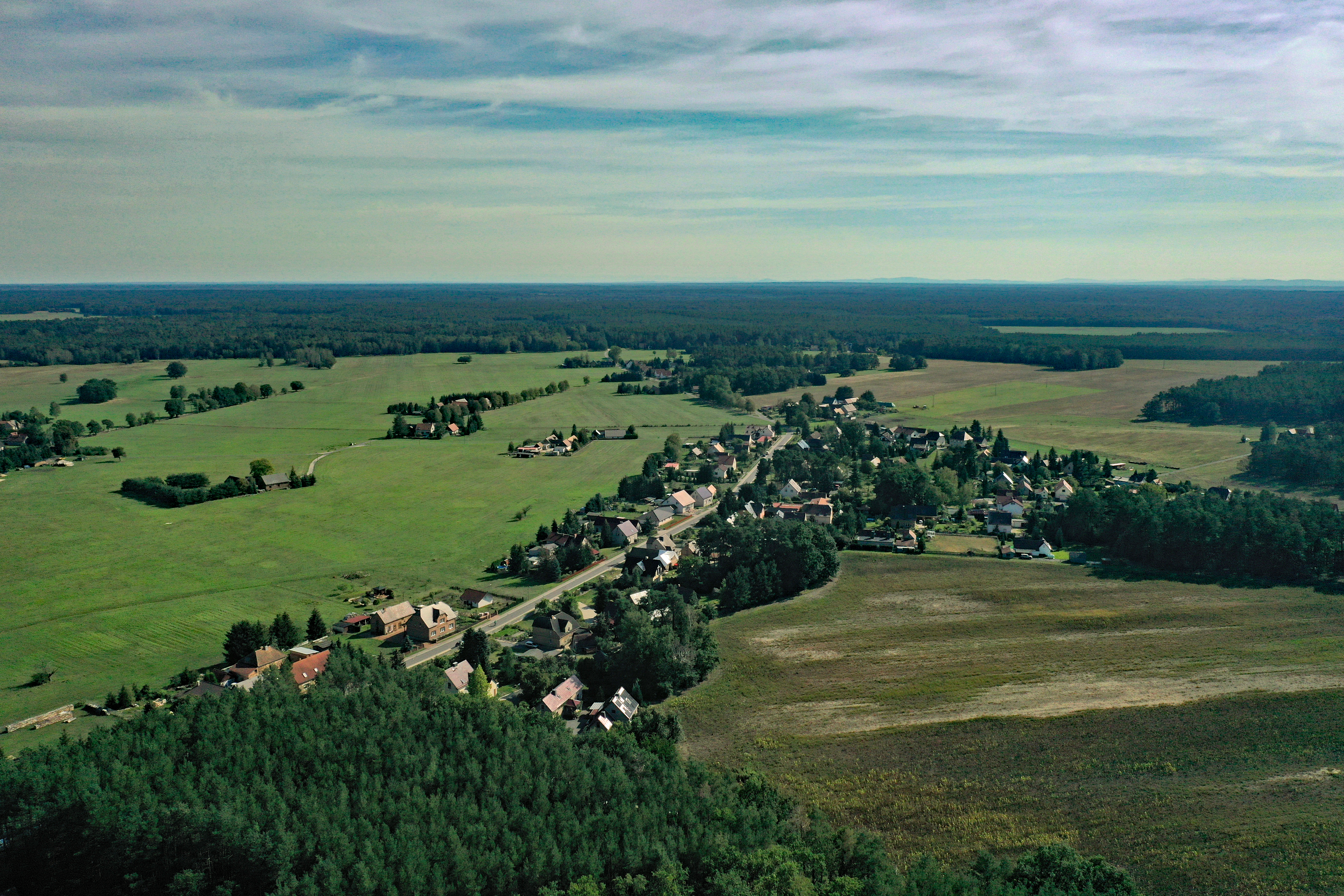

За́гар или За́гор (нем. Sagar; в.-луж. Zagor) — деревня в Верхней Лужице, Германия. Входит в состав коммуны Краушвиц района Гёрлиц в земле Саксония. Подчиняется административному округу Дрезден.

## География
Находится на левом берегу реки Ныса-Лужицка, являющейся на этом участке государственной границей между Германией и Польшей.
Соседние населённые пункты: на северо-западе — город Бад-Мускау, севере — польский город Ленкница и юго-востоке — деревня Скарбишецы и на западе — административный центр коммуны Краушвиц.

## История
Впервые упоминается в 1366 году под наименованием Sagar. В средние века входила в Мужаковское княжество. С 1994 года входит в состав современной коммуны Краушвиц.
В настоящее время деревня входит в состав культурно-территориальной автономии «Лужицкая поселенческая область», на территории которой действуют законодательные акты земель Саксонии и Бранденбурга, содействующие сохранению лужицких языков и культуры лужичан.
Исторические немецкие наименования
- Sagar, 1366
- Zagar, Sagar, 1409
- Sagar, 1463

## Население
Официальным языком в населённом пункте, помимо немецкого, является также верхнелужицкий язык.
Согласно статистическому сочинению «Dodawki k statisticy a etnografiji łužickich Serbow» Арношта Муки в 1884 году в деревне проживало 523 человека (из них — 510 серболужичанина.
Лужицкий демограф Арношт Черник в своём сочинении «Die Entwicklung der sorbischen Bevölkerung» указывает, что в 1956 году при общей численности в 1226 человека серболужицкое население деревни составляло 17 % (из них верхнелужицким языком активно владело 137 человека, 64 — пассивно и 13 несовершеннолетних владело языком).
| 1825 | 1871 | 1885 | 1905 | 1925 | 1939 | 1946 | 1950 | 1964 | 1990 | 2011 |
| ---- | ---- | ---- | ---- | ---- | ---- | ---- | ---- | ---- | ---- | ---- |
| 319  | 478  | 519  | 777  | 885  | 1115 | 1226 | 1246 | 1038 | 785  | 686  |